# Cimetière Saint-Nicolas (Saint-Pétersbourg)
Pour les articles homonymes, voir Cimetière Saint-Nicolas.
Le cimetière Saint-Nicolas (en russe : Никольское кладбище, Nikolskoïe kladbichtche) est l'un des trois cimetières de la laure Saint-Alexandre-Nevski de Saint-Pétersbourg, à côté du cimetière Saint-Lazare, et du cimetière Tikhvine. 
Il a été ouvert en 1861 et a reçu son nom officiel en 1877 de l'église Saint-Nicolas construite entre 1868 et 1871 par Grigori Karpov. Il était au départ destiné aux ecclésiastiques et aux moines de la laure, c'est ainsi que nombre de métropolites et de prêtres y sont enterrés, mais progressivement a été ouvert pour les Pétersbourgeois. Il est toujours en fonction (on a récemment construit un columbarium) et l'on commence à le restaurer, bien qu'un certain nombre d'endroits du cimetière soient en état d'abandon, le cimetière ayant souffert du vandalisme, surtout dans les années 1950-1960.
Une allée des chevaliers de l'ordre de Saint-Alexandre-Nevski a été ouverte récemment, ainsi qu'une section pour les personnalités de la ville. Anatoli Sobtchak, ancien maire de Saint-Pétersbourg et mentor de Vladimir Poutine, y est inhumé. Un petit étang se trouve au milieu du cimetière.

## Personnalités inhumées au cimetière Saint-Nicolas
- Prince Boris Galitzine (1860-1916)
- Lev Goumiliov (1912-1992), ethnologue et fils d'Anna Akhmatova
- Alexandra Jacobi (1841-1918)? journaliste, traductrice et éditrice
- Nikolaï Karazine (1842-1909), homme de lettres, peintre et illustrateur
- Vassili Kenel (1834-1893), architecte
- Sergueï Korjinski (1861-1900), botaniste
- Pavel Kostytchev (1845-1895), géologue et géobotaniste
- Anatoli Sobtchak (1937-2000), premier maire de Saint-Pétersbourg
- Galina Starovoïtova (1946-1998), femme politique assassinée
- Boris Touraïev (1868-1920), égyptologue et orientaliste
- Baron Nikolaï Wrangel (1880-1915), frère du général Wrangel

## Galerie

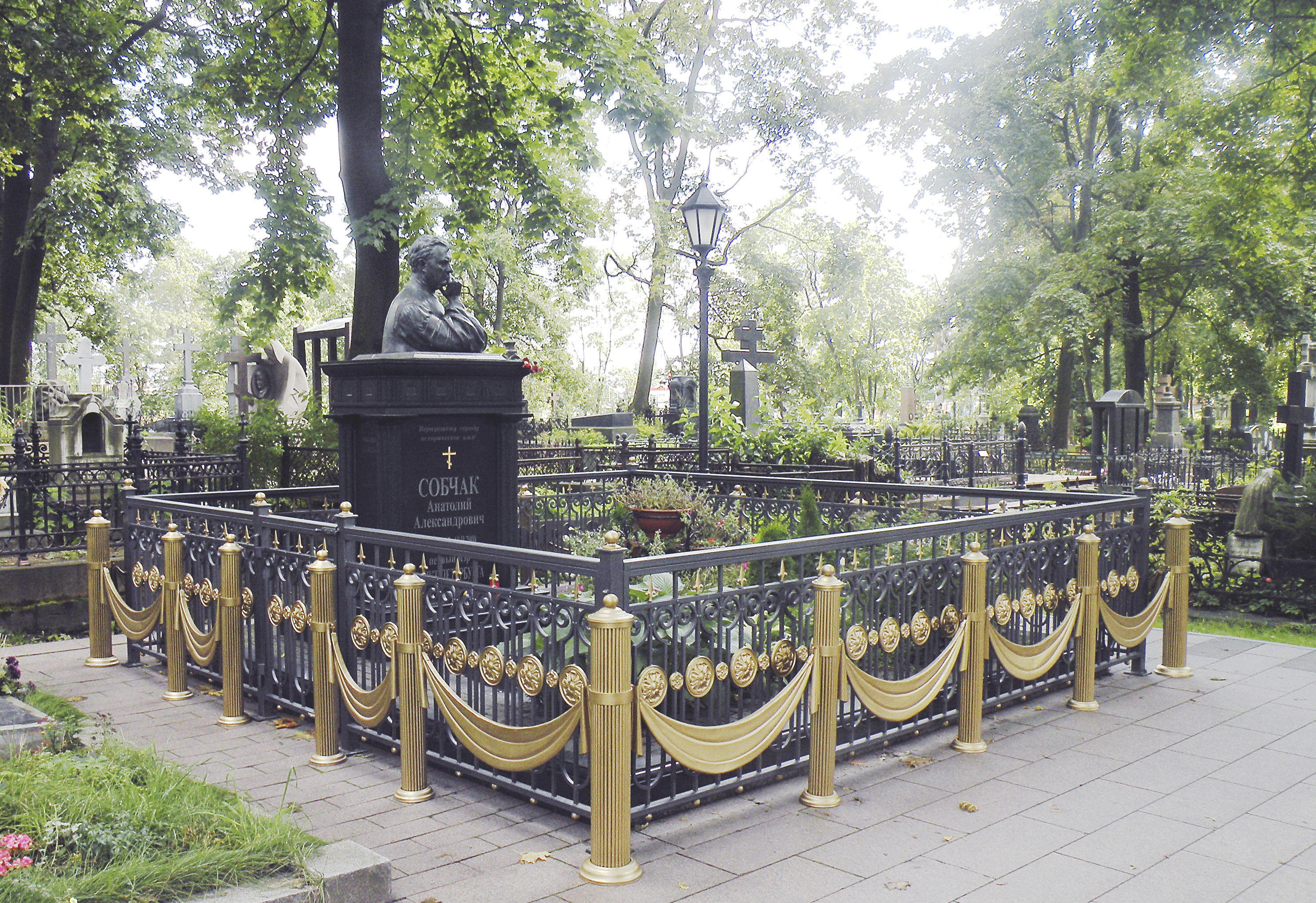
Tombe de Sobtchak, ancien maire de Saint-Pétersbourg
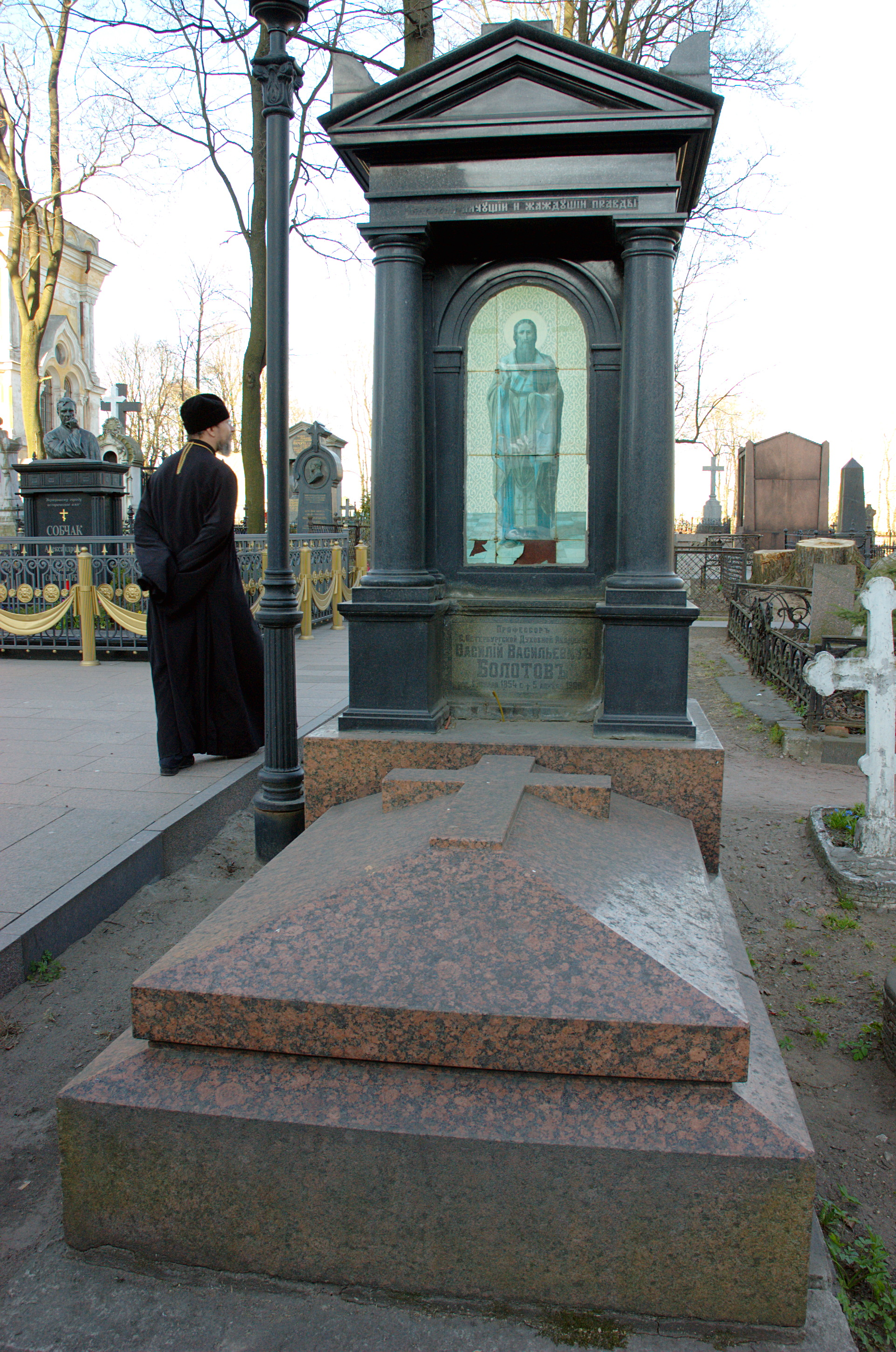
Tombe de l'historien Vassili Bolotov (1853-1900)
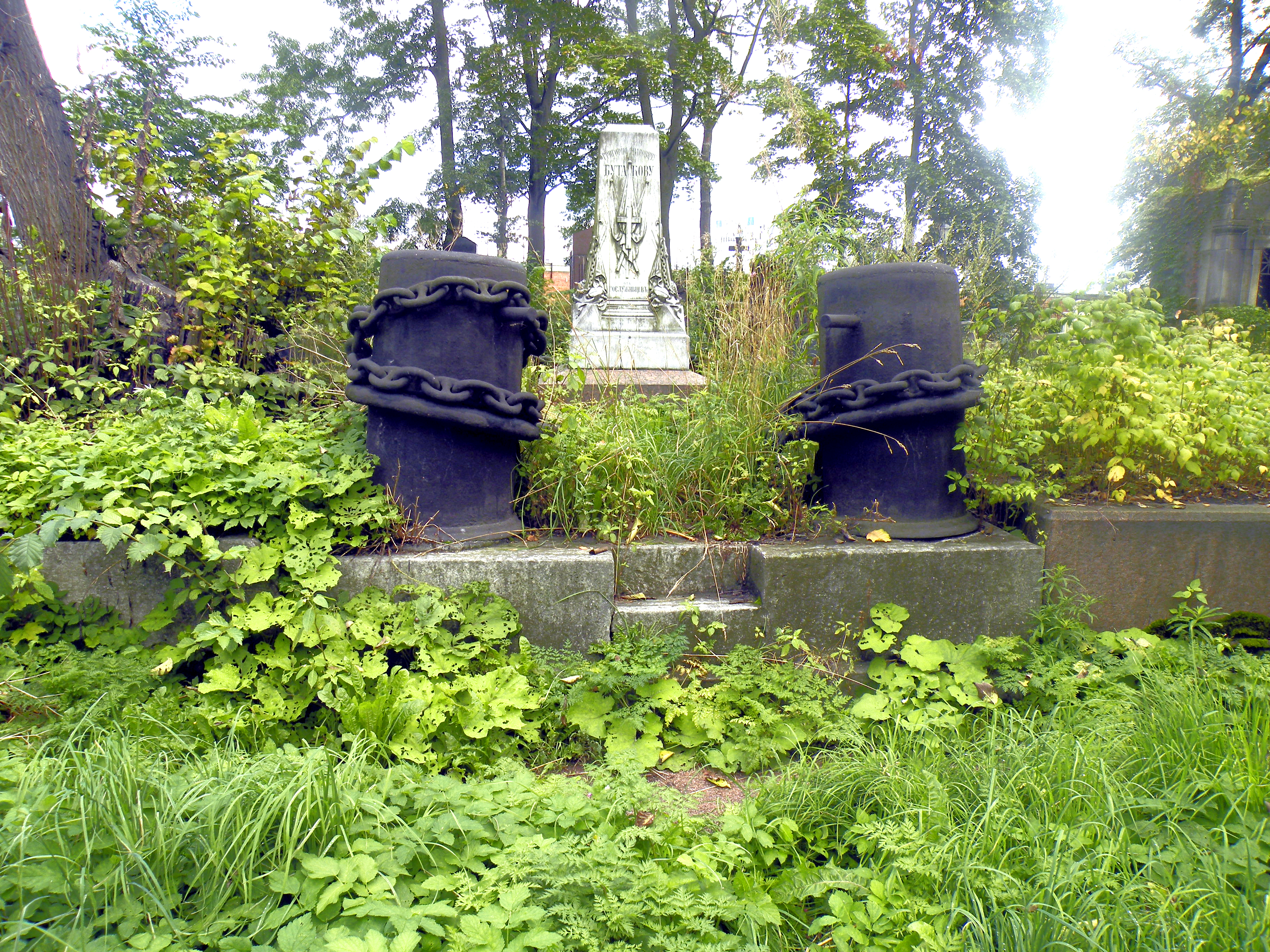
Tombe de Grigori Ivanovitch Boutakov (1820-1882), amiral, théoricien de la Marine à vapeur, membre du Conseil d'État.
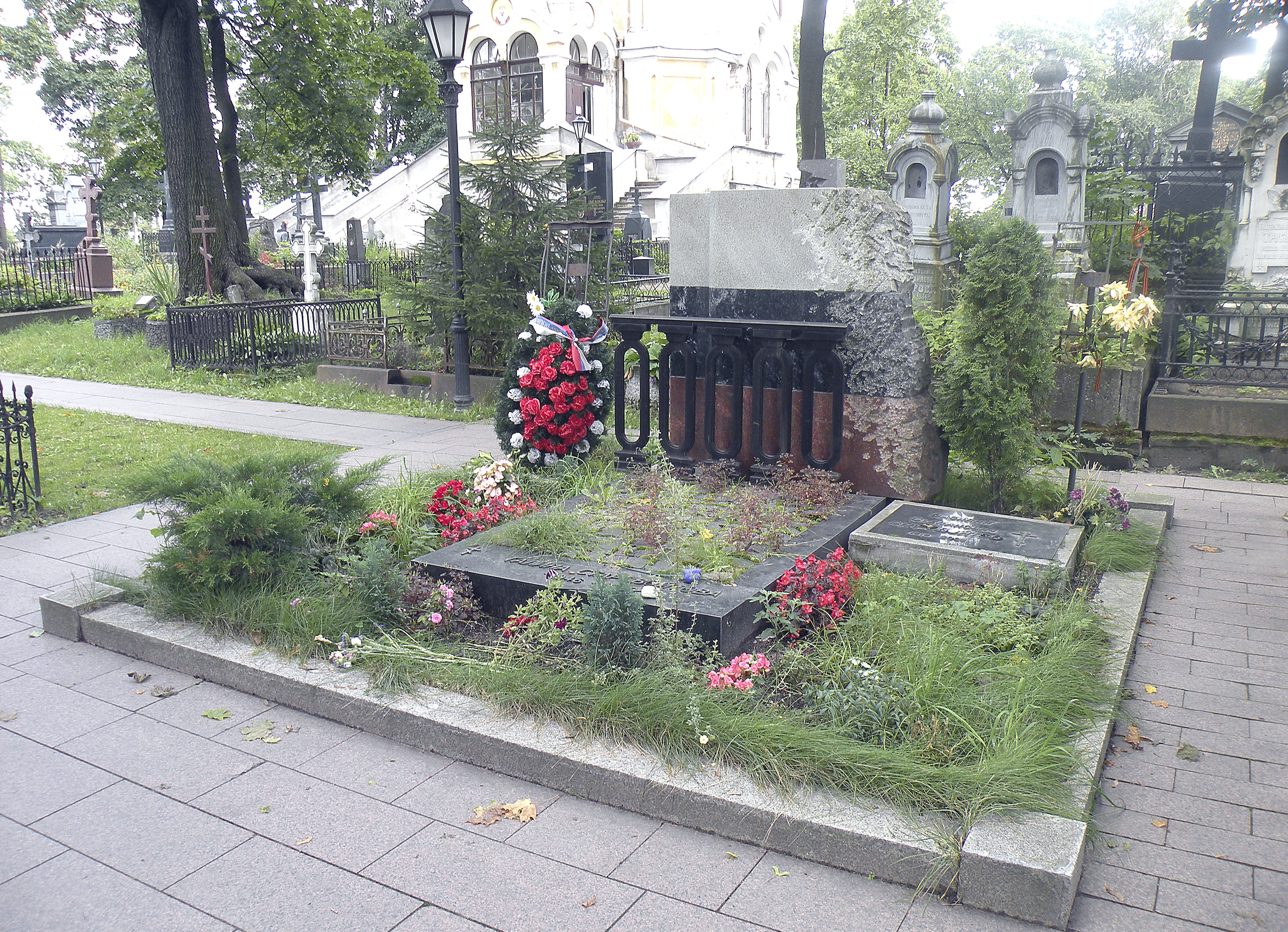
Tombe de Galina Starovoïtova (1946-1998), femme politique de renommée mondiale, l'une des figures les plus marquantes du mouvement démocratique en Russie.